# Richard O. Ristine
Richard Osborne Ristine (* 19. Januar 1920 in Crawfordsville, Indiana; † 20. Juni 2009 in Leland, Michigan) war ein US-amerikanischer Politiker. Zwischen 1961 und 1965 war er Vizegouverneur des Bundesstaates Indiana.

## Werdegang
Im Jahr 1941 absolvierte Richard Ristine das Wabash College in Crawfordsville. Während des Zweiten Weltkrieges diente er in den Luftstreitkräften des Heeres in Japan und den Philippinen. Dabei erreichte er den Rang eines Hauptmanns. Nach einem Jurastudium an der Columbia University und seiner Zulassung als Rechtsanwalt begann er in diesem Beruf zu arbeiten. Zunächst war er in einer Kanzlei in Indianapolis angestellt. Dann zog er nach Crawfordsville zurück, wo er weiterhin als Anwalt praktizierte. Damit trat er in die Fußstapfen seines Vaters und Großvaters, die dort ebenfalls Rechtsanwälte waren. Politisch schloss er sich der Republikanischen Partei an. 1950 wurde er in den Senat von Indiana gewählt.
Im Jahr 1960 wurde Ristine an der Seite von Matthew E. Welsh zum Vizegouverneur von Indiana gewählt. Dieses Amt bekleidete er zwischen dem 9. Januar 1961 und dem 11. Januar 1965. Dabei war er Stellvertreter des Gouverneurs und Vorsitzender des Staatssenats. In seiner Eigenschaft als Senatspräsident gab er 1963 die entscheidende Stimme zu einer Gesetzesvorlage ab, durch die in Indiana die Mehrwertsteuer (Sales Tax) eingeführt wurde. Im Jahr 1964 kandidierte er erfolglos für das Amt des Gouverneurs. Diese Niederlage war möglicherweise ein Resultat seiner Befürwortung der Mehrwertsteuer.
Nach dem Ende seiner Zeit als Vizegouverneur praktizierte Richard Ristine wieder als Anwalt. Außerdem wurde er Präsident der Firma Crawfordsville's Elston Bank & Trust Co. Überdies war er Vizepräsident der Warenhauskette L.S. Ayres & Co. in Indianapolis. Er war auch Mitglied zahlreicher Organisationen und Vereinigungen. Unter anderem fungierte er als Vorsitzender des Indiana Historical Society. 1990 zog er nach Leland in Michigan. Auch in seiner neuen Heimat war er Mitglied einiger Organisationen und Vereinigungen. Dort ist er am 20. Juni 2009 auch verstorben.